# Gråträskfyndet
Gråträskfyndet är ett depåfynd av metallföremål som hittats vid den sänkta sjön Tjautjer 2,5 kilometer sydsydväst om Gråträsk by, Piteå kommun. De första föremålen hittades 1897, varefter platsen genomsöktes flera gånger av ortsbor. Någon arkeologisk undersökning har däremot inte utförts. Totalt har mer än 1 000 föremål hittats, med en sammanlagd vikt på minst 2,7 kilo. Vid sidan av offerplatsen vid Unna Saiva är Gråträskfyndet den största och mest variationsrika av de samiska metalldepåerna.
Vid det första fyndtillfället låg föremålen förpackade i näver under ett lager av kluvna, nästan meterlånga furustockar, som hade förankrats vid sjöbottnen med nedkörda, klena pålar. De hade alltså avsiktligt placerats i en gömma i sjön. Vattennivån har sedermera förändrats genom sjösänkning, men när föremålen lades dit låg de troligen ungefär 30 centimeter under vattenytan. 
Gråträskfyndet har stora likheter med Mörtträskfyndet. I båda fallen ingår östliga och nordvästeuropeiska föremål av silver och brons eller mässing tillsammans med tennföremål av lokal tillverkning. Flera hängen i Gråträskfyndet, ett nordvästeuropeiskt och en serie lokaltillverkade, har två motsvarigheter med identisk ornamentik i Mörtträskfyndet. Föremålen i Gråträskfyndet kan dock dateras från 700-talet och framåt, vilket innebär att en del av dem är äldre än de i Mörtträskfyndet. I Gråträskfyndet ingår också mer än 160 mynt från 1050–1200, mest norska, medan bara fragment av ett enda mynt (ett tyskt) påträffats i Mörtträskfyndet.
Medan föremålen från Mörtträsket verkade oanvända och i många fall nytillverkade bär föremålen från Gråträsk tydliga spår av användning. Många hängen och mynt har rester av ylletrådar som funderat som upphängningsanordningar. De lokaltillverkade tennhängena är också putsade och tillsnyggade, till skillnad från de i Mörtträsket. Enligt Inger Zachrisson, som jämförde de båda fynden i sin doktorsavhandling, rör det sig genomgående om föremål som kan återfinnas på samiska offerplatser, och upphängningsanordningarna är också sådana som karaktäriserar offerplatsfynd. Hon menar därför att Gråträskfyndet bör tolkas som en tjuvgömma och att föremålen plockats från samiska offerplatser. Detta kan tidigast ha skett under 1300-talet med tanke på föremålens datering. Eftersom tennhängena är i så gott skick kan de inte ha legat länge på offerplatserna (vid förvaring i låga temperaturer förstörs tenn av tennpest, om det inte ligger i vatten). Inger Zachrisson menar att föremålen troligen lagts ned i Gråträskgömman i omgångar under 1300- och 1400-talen.
Totalt finns ett tiotal kända arkeologiska fynd av ett större antal metallföremål från samiskt område. Ofta kallas de för samiska offerplatsfynd, men Inger Zachrisson valde att i stället tala om metalldepåer, eftersom man i många fall inte känner till vilken funktion fynden har haft.